# Pedro Romero
Pedro Romero (Ronda, Màlaga, 19 de novembre de 1754 - Ronda, 10 de febrer de 1839) fou un torero espanyol.
Els seus avi, pare i tres germans també foren toreros. S'atribueix al seu avi, Francisco Romero, el fet d'ésser el primer a utilitzar la muleta i l'estoque. Pedro Romero fou rival dels toreros Pepe-Hillo i Joaquín Rodríguez Costillares. Francisco Montes Paquiro fou el seu deixeble.